# تراوتنستاين
تراوتنستاين هي قرية تقع في ولاية ساكسونيا أنهالت الألمانية تحديداً في بلدة أوبرهارز آم بروكن في مقاطعة هارز، ويبلغ عدد سكان هذه القرية 493 نسمة.

## الموقع الجغرافي
يقع المنتجع الصحي الصغير في مقاطعة رابود، في الطرف الجنوبي الغربي لخزان مقاطعة رابود. كما أن المنطقة الجنوبية من القرية تُسمى بارنهو "مرتفعات بير"، وتُعرف أيضاً باسم كارلسهوهو وهو جبل يبلغ ارتفاعه 626 متر والذي يوجد في قمته برج كارلسهاوس الشهير للاتصالات اللاسلكية ومراقبة سكك حديد هارز الضيقة.
هناك العديد من المدن والقرى الكبيرة المجاورة كبراونليج، وباد لوتربيرج، وباد هارزبيرج واللاتي يقعن في المنطقة السفلى من ساكسونيا، وكذلك بلانكنبيرج، وفيرنيغيروده في ساكسونيا أنهالت. أيضًا، يعتبر طريق ب 242 من أهم الطرق التي تربط بين هاسلفيلد وبراونليج والذي يمر خلال تراوتنستاين.
في الغابة جنوب تراوتنستاين يوجد كوخ والزنهت الذي هو نقطة التفتيش الخمسين في شبكة هارزر واندرنيدل للتنزه والمشي لمسافات طويلة. هناك أيضاً نقطة تفتيش أخرى قريبة تُسمى أوبرهارزبليك أم بوشنبيرج وتعني (منظر هارز من أعلى تلة بوشنبيرج). تقع هذه النقطة في أقصى الجنوب وتتمتع بإطلالة رائعة على أعلى جبلين في هارز: وومبيرج وبروكن.

## شخصيات بارزة
- ألبرت شنايدر (1838-1910)، أخصائي مسّاح أراضي ومدير السكك الحديدية.
- كارل غروناو (1889-1950)، معلم في المرحلة الثانوية.

## روابط ذات صلة
- https://www.oberharzinfo.de/unsere-orte/trautenstein.html